# Психічне здоров'я під час пандемії COVID-19
Пандемія коронавірусної хвороби 2019 вплинула на психічне здоров'я людей у цілому світі. Пандемія спричинила збільшення поширеності симптомів тривоги, депресії та посттравматичного стресового розладу. За даними Всесвітньої організації охорони здоров'я, у перший рік пандемії COVID-19 поширеність таких станів, як депресія та тривога, зросла більш ніж на 25 %. Пандемія зруйнувала соціальні стосунки, довіру до інституцій та інших людей, спричинила зміни в роботі та доходах, і наклала значний тягар тривоги та занепокоєння на населення. Жінки та молоді люди стикаються з найбільшим ризиком депресії та тривоги.
COVID-19 загострив проблеми, спричинені розладами вживання психоактивних речовин. Хвороба непропорційно частіше вражає осіб із розладами психіки внаслідок вживання психоактивних речовин. Наслідки вживання психоактивних речовин для здоров'я (зокрема, серцево-судинні захворювання, захворювання дихальної системи, діабет 2 типу, імуносупресія та депресія центральної нервової системи, а також психічні розлади) і пов'язані з цим проблеми із зовнішнім середовищем (зокрема житлова нестабільність, безробіття та проблеми з правоохоронними органами) пов'язані з підвищеним ризиком зараження COVID-19. Правила утримання під вартою, а також зменшення кількості робочих місць та бюджетна економія під час і після періоду пандемії також можуть суттєво вплинути на ринок незаконних наркотиків і моделі споживання заборонених наркотиків серед залежних осіб.
Заходи обмеження поширення хвороби (зокрема, фізичне дистанціювання, карантин та ізоляція) можуть посилити відчуття самотності, явища порушень психічного здоров'я, симптоми абстиненції; та спричинити психологічну травму.

## Причини

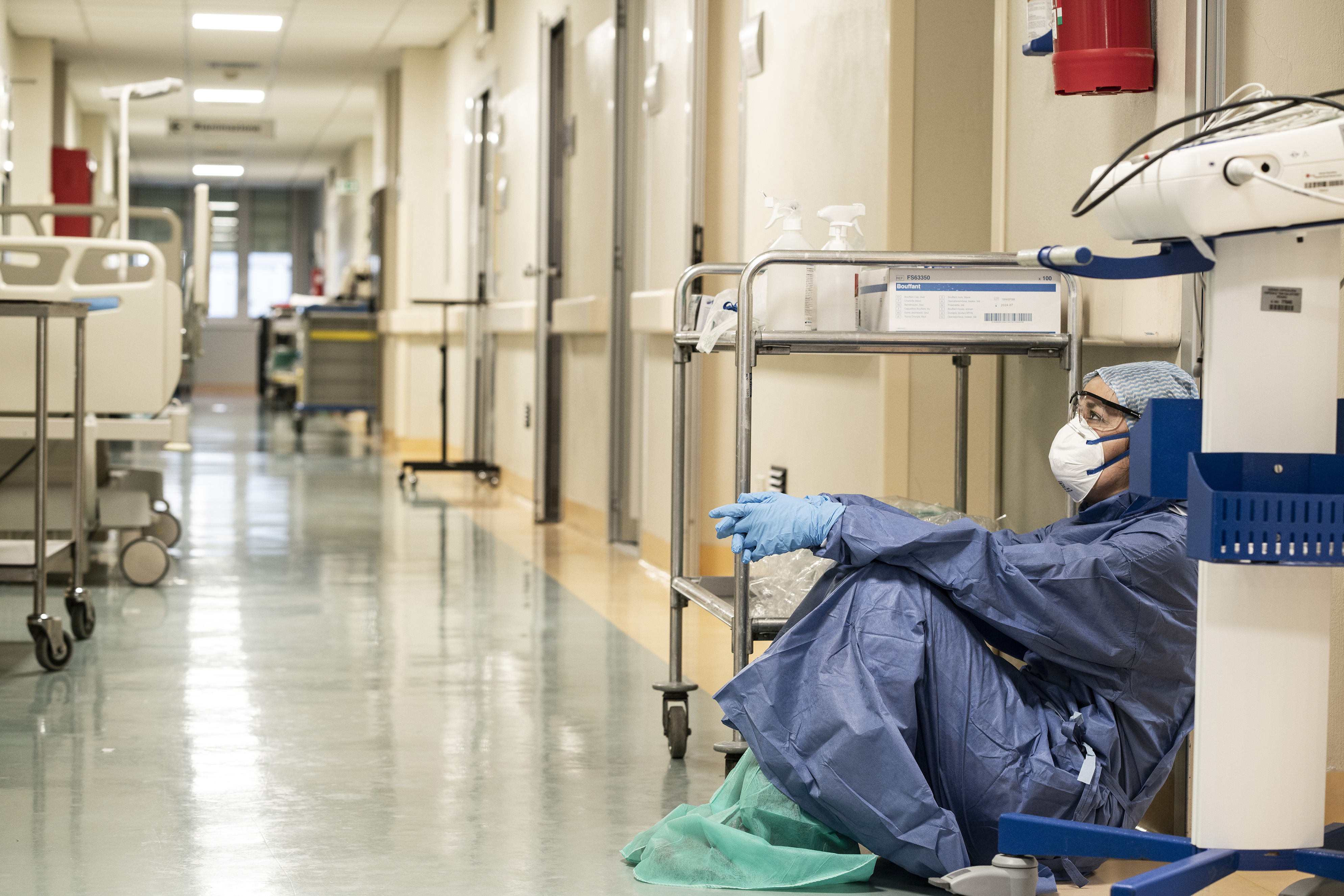
Виснажений лікар-анестезіолог у Пезаро, Італія, березень 2020 року

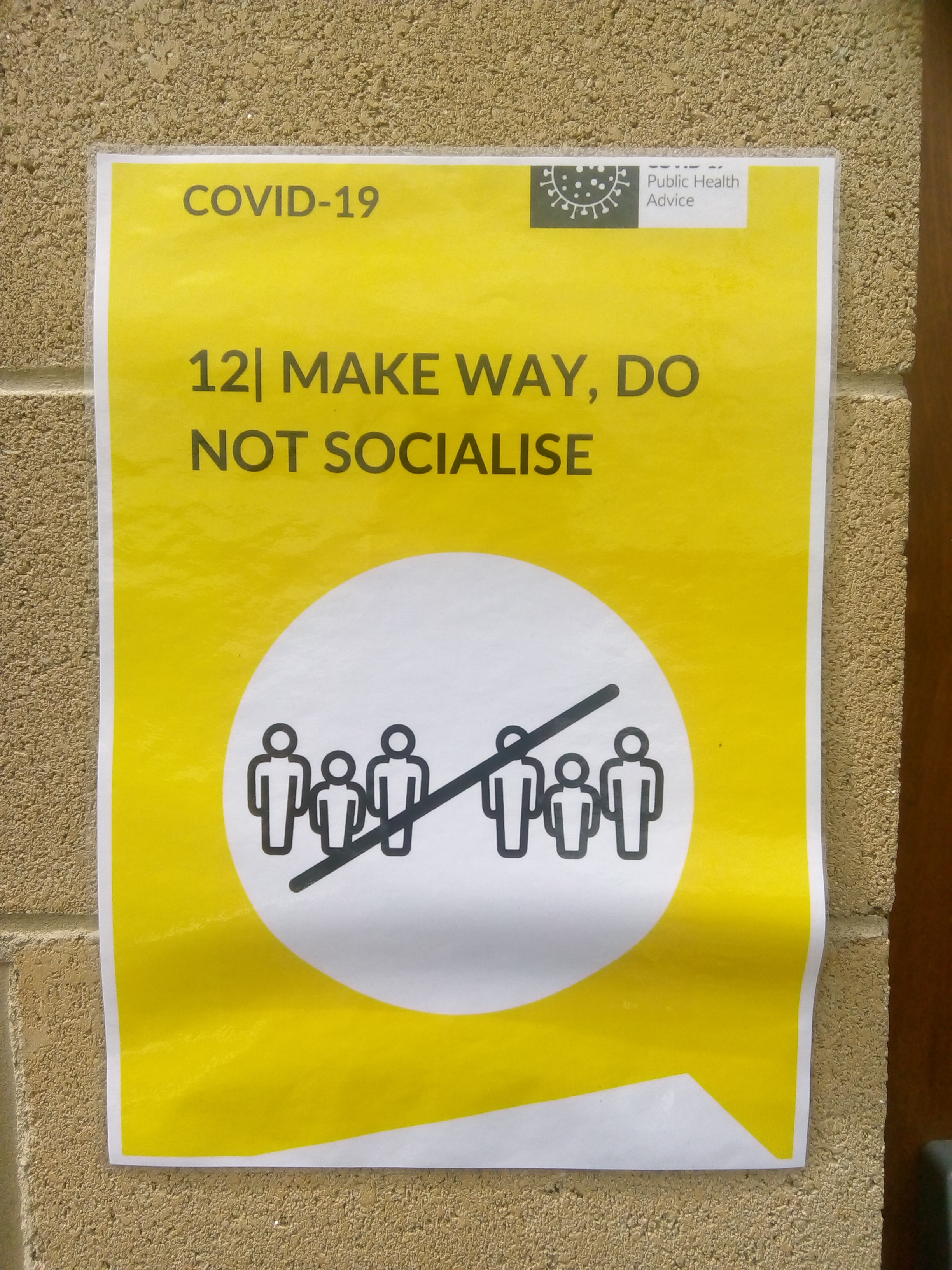
Увійти в тренажерний зал в Ірландії, перешкоджаючи випадковим соціальним контактам через ризик інфікування. Втрата таких взаємодій вплинула на багатьох людей під час пандемії.

Відомими причинами проблем з психічним здоров'ям під час пандемії включають страх перед інфекцією, стигматизацію, пов'язану з інфекцією, ізоляцію (як для осіб, які перебувають у притулку у відповідності до карантину, так і самотніх осіб) і захисні маски. Мільярди людей вимушені були перейти на дистанційну роботу, стати тимчасово безробітними, навчатися вдома або перейти на дистанційну освіту, та терпіти відсутність фізичного контакту з членами родини, друзями та колегами.

### Невідомість
На початку пандемії ризики були невизначеними. Протягом того, як все більше хворих потрапляли до лікарень, а офіційні рекомендації змінювалися, відсутність інформації посилювала стрес і занепокоєння. На початку пандемії було багато невизначеностей, зокрема оцінка ризику зараження, симптоматика COVID-19, та інші проблеми зі здоров'ям.

### Непідготовленість
Під час першої хвилі епідемії критичні запаси були швидко вичерпані. Найпомітніше відчувалась нестача засобів індивідуального захисту для працівників лікарень та апаратів штучної вентиляції легень для хворих. На початку пандемії на початку 2020 року загальнонаціональне опитування у США виявило, що в багатьох медичних закладах закінчувалися запаси індивідуальних засобів захисту, у тому числі одна третина опитаних медичних закладів повідомила, що у них закінчилися маски, а чверть повідомила про нестачу або майже дефіцит халатів. Інше дослідження показало, що 63,3 % медсестер погодилися з твердженням: «Мене хвилює неадекватність засобів індивідуального захисту для медичного персоналу».

### Стигматизація
З початком пандемії кожен, хто контактував з інфікованими людьми, повинен був розглянути ймовірність того, що він сам був інфікований і, отже, міг становити невстановлений ризик для своєї родини та інших осіб. У частині випадків ці особи на початку епідемії відчували стигматизацію.

### Ізоляція
Велика кількість будинків для людей похилого віку відправили своїх мешканців на примусову ізоляцію. Мешканці цих будинків цілодобово були замкнені у своїх кімнатах, у тому числі під час їжі, а їжу їм доставляли до дверей кімнати. Відвідувачів у будинки не пускали, також обмежили спілкування мешканців між собою.

### Зневіра
Під час пандемії медичні працівники працювали більше, ніж зазвичай, що посилило занепокоєння у багатьох з них. Стан багатьох хворих швидко погіршувався під час перебування в лікарні аж до переведення у відділення інтенсивної терапії та, зрештою, смерті. Відсутність затверджених протоколів лікування хвороби означала, що паліативна допомога (оксигенотерапія, апарати штучної вентиляції легень та екстракорпоральна мембранна оксигенація) була єдиним варіантом лікування. У деяких випадках це викликало в медичних працівників розчарування та відчуття безсилля.

### Порушення звичних умов життя
Для тих, хто доглядав за хворими на COVID-19, застосували суворі заходи біозахисту, та зобов'язували на роботі носити халати, незручні маски та щитки. Повернувшись додому, багато хто з них переодягався перед входом і ізолювався, намагаючись захистити свої сім'ї від інфікування. Їх робота вимагала постійної обізнаності та пильності, зменшувала їх вільне пересування, обмежувала доступ до соціальної підтримки, знижувала можливість самообслуговування, та спричинювала невизначеність щодо наслідків тривалого контакту з пацієнтами з COVID-19 та страх заразити інших.
У великій кількості країн в перші місяці пандемії були закриті школи. Це посилило тривогу, самотність, стрес, смуток, розчарування, недисциплінованість і гіперактивність серед дітей.

## Профілактика та лікування

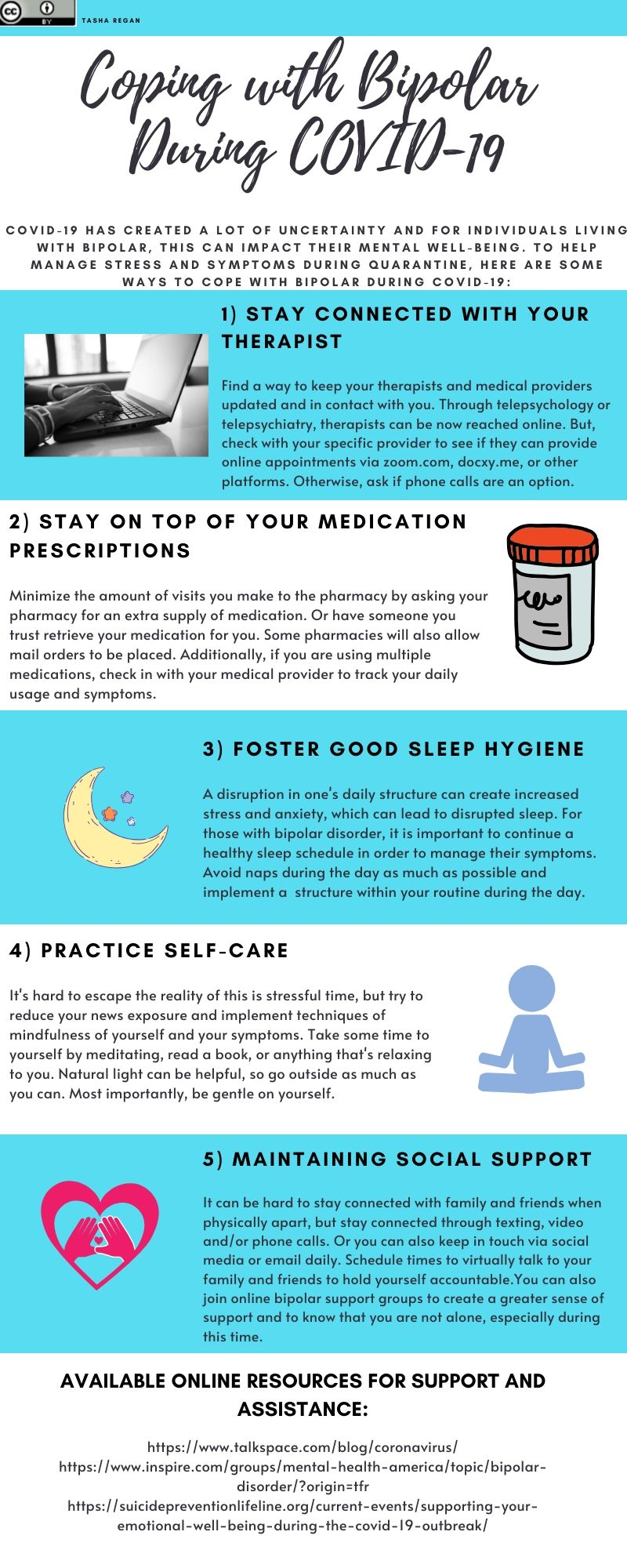
Інфографіка щодо боротьби з біполярним розладом та іншими проблемами психічного здоров'я під час COVID-19

Рекомендації щодо психічного здоров'я та психосоціальної підтримки міжвідомчого постійного комітету Організації Об'єднаних Націй рекомендують, щоб підтримка психічного здоров'я під час надзвичайної ситуації «не завдавала шкоди, сприяла правам людини та рівності, використовувала підходи участі, спиралася на наявні ресурси та потенціал, проводила багаторівневі втручання та роботу з інтегрованими системами підтримки».
Один з авторів запропонував використовувати звички, які діють як «психологічні засоби індивідуального захисту». Ці звички включають здорове харчування, здорові механізми подолання стресу, а також практику уважності та методів релаксації.
Іншим методом, який багато компаній використовували для своїх співробітників, було надання співробітникам спеціальних програм покращення психічного здоров'я з метою підвищення морального духу працівників і покращення їх психіки.

### Рекомендації Всесвітньої організації охорони здоров'я та Центрів з контролю та профілактики захворювань
ВООЗ і Центри з контролю та профілактики захворювань у США опублікували рекомендації щодо мінімізації проблем з психічним здоров'ям під час пандемії. Узагальнені рекомендації:

#### Для населення
- Будьте співчутливими до постраждалих осіб.
- Описуючи інфікованих осіб, використовуйте народну мову (наприклад, замість «особа, хвора на шизофренію» скажіть «особа з шизофренією»).[27]
- Зведіть до мінімуму перегляд новин, щоб зменшити занепокоєння. Шукайте інформацію лише в надійних джерелах, бажано один-два рази на день.
- Захищайте себе та підтримуйте інших.
- Поширюйте позитивні історії про місцевих хворих.
- Вшануйте медичних працівників, які лікують хворих на COVID-19.
- Впроваджуйте позитивне мислення.
- Займайтеся хобі.
- Уникайте негативних стратегій подолання, таких як уникнення натовпу, та постійного перегляду новин про пандемію.

#### Для медичних працівників
Що відчувають медичні працівники?
- Під час кризи відчувати тиск — це нормально. Психічне здоров'я таке ж важливе, як і фізичне.
- Медсестри частіше стикаються з втомою, проблемами зі сном, депресивними розладами, посттравматичним стресовим розладом і тривогою.
- Дефіцит засобів індивідуального захисту змушує медсестер відчувати себе в небезпеці.
- Працівники галузі охорони здоров'я, які безпосередньо працюють із хворими, відчувають вищий рівень стресу
- У медсестер спостерігався підвищений рівень стресу. Практичний догляд за хворими підвищив сприйняття ризику. Щеплені медсестри втомлювалися менше, ніж інші.[11] Медсестри, які працюють з інфікованими хворими, стикалися з більшою тривогою, депресією та дистресом. У медсестер, які не були безпосередньо залучені до боротьби зі спалахом хвороби, спостерігалась менша депресія.[14]

Які дії можуть зробити медичні працівники?
- Прийміть стратегії подолання, достатньо відпочивайте, їжте здорову їжу, будьте фізично активними, уникайте тютюну, алкоголю чи наркотиків.
- Залишайтеся на зв'язку з близькими людьми, зокрема в цифровому режимі.
- Використовуйте зрозумілі способи обміну повідомленнями з людьми з обмеженими можливостями.
- Знайте, як зв'язатися з людьми із доступними ресурсами.
- Онлайн-консультації можуть зменшити ризик безсоння, тривоги та депресії/вигорання.[20]

#### Для керівників у закладах охорони здоров'я
- Зосередьтеся на довгостроковій професійній діяльності, а не на короткострокових результатах.
- Забезпечте якісний зв'язок і точні оновлення.
- Переконайтеся, що персонал обізнаний про ресурси психічного здоров'я.
- Проінструктуйте персонал щодо надання першої психологічної допомоги постраждалим.
- Переконайтеся, що надзвичайні ситуації з психічним здоров'ям лікуються в медичних закладах.
- Забезпечити доступність основних психіатричних препаратів на всіх рівнях медичної допомоги.
- Компенсуйте почуття тривоги та депресії за допомогою сильного лідерства та чіткого, чесного та відкритого спілкування.[28]
- Використовуйте широке обстеження для виявлення працівників, які потребують підтримки психічного здоров'я.[29]
- Забезпечте організаційну підтримку.
- Сприяйте підтримці працівниками один одного на всіх рівнях.[29]
- Змінюйте графіки роботи, щоб зменшити стрес.[30]
- Впроваджуйте заходи, адаптовані до місцевих потреб, і створюйте позитивне сприятливе середовище.[30]

#### Для опікунів
- Станьте зразком здорової поведінки, постійно надавайте приклади навичок подолання психологічних проблем.[31][32][33][34][35][36][37]
- Використовуйте позитивний підхід до виховання, заснований на спілкуванні та повазі.[33][34][36]
- Дотримуйтеся розпорядку дня в сім'ї та влаштовуйте заходи, які відповідають віку, щоб навчити дітей відповідальності.[31][35][37][38]
- Поясніть, що таке COVID-19 і необхідні втручання, відповідно до віку.[32][33][34][36][37][38][39]
- Слідкуйте за дітьми в соціальних мережах.[31][34][38]
- Перевіряйте думки та почуття дітей і допомагайте їм знаходити позитивні способи вираження емоцій.[34][37]
- Наскільки це можливо, уникайте розлучення дітей з батьками/опікунами. Забезпечити регулярний контакт з батьками та вихователями, для дітей, які перебувають на ізоляції.[31][39][40]

#### Для осіб похилого віку, осіб з хронічними захворюваннями та осіб, які за ними доглядають
- Особи похилого віку, особливо ті, хто перебуває в ізоляції або страждає від унаявних захворювань, можуть стати більш тривожними, злими або замкнутими. Надайте практичну та емоційну підтримку через опікунів та медичних працівників.
- Поділіться фактами про кризу та надайте чітку інформацію про те, як зменшити ризик зараження.
- Зберігайте доступ до призначених ліків.
- Дізнайтеся заздалегідь, де і як отримати практичну допомогу.
- Вивчайте та виконуйте щоденні домашні вправи.
- Дотримуйтесь регулярних розкладів.
- Підтримуйте зв'язок з близькими.
- Продовжуйте хобі або звичайні справи.
- Спілкуйтеся по телефону чи онлайн або виконуйте цікаву онлайн-діяльність з іншими.
- Допоможіть жителям своєї місцевості, наприклад, надаючи їжу/допомогу іншим.

#### Для осіб в ізоляції
- Залишайтеся на зв'язку та переглядайте соціальні мережі.
- Звертайте увагу на свої потреби та почуття. Займіться розслаблюючою діяльністю.
- Уникайте прислухатися до чуток.
- Розпочніть нову діяльність.
- Дотримуйтеся розпорядку дня.

Центри з контролю та профілактики захворювань заявили, що під час кризи громадяни повинні «намагатися займатися приємними справами та повертатися до нормального життя, наскільки це можливо». Рецензоване дослідження, опубліковане в 2021 році, показує, що заняття відеоіграми може мати позитивний вплив на психічне здоров'я та благополуччя для гравців, надаючи можливості для спілкування та зв'язку з іншими людьми.

## Країни

### Китай
У Китаї Другою лікарнею Сянья, Інститутом психічного здоров'я, Науково-дослідним центром медичної психології Другої лікарні Сянья, та Китайським дослідницьким центром клінічної медицини медичних і психологічних захворювань був розроблений план психологічного втручання. В ньому акцентувалась увага на створенні медичної бригади для проведення онлайн-курсів для медичного персоналу, команди гарячої лінії та невідкладних заходів. Онлайн-освітні та консультаційні служби були створені для платформ соціальних мереж, зокрема WeChat, Weibo та TikTok. Друковані книжки про психічне здоров'я та COVID-19 опублікували в Інтернеті. Безкоштовні електронні копії були доступні на сайті Китайської асоціації психічного здоров'я.

### США
Уряд США послабив положення закону про перенесення та підзвітність медичного страхування через обмежену відмову. Це дозволило лікарям оцінювати та лікувати людей за допомогою послуг відеочату, що раніше було заборонені, дозволяючи пацієнтам отримувати дистанційну допомогу. 5 жовтня 2020 року тогочасний президент Дональд Трамп видав указ про вирішення проблем психічного та поведінкового здоров'я, заснувавши робочу групу з психічного здоров'я, пов'язаного з пандемією коронавірусної хвороби. У своєму розпорядженні він посилався на звіт ЦКЗ, згідно з яким протягом 24–30 червня 2020 року 40,9 % із понад 5 тисяч американців повідомили про принаймні один несприятливий психічний чи поведінковий стан здоров'я, а 10,7 % серйозно думали про самогубство протягом місяця, що передував дослідженню. 9 листопада 2020 року дослідження повідомило про результати когортного дослідження мережі електронних записів про стан здоров'я з використанням даних майже 70 мільйонів осіб, у тому числі 62354 осіб з COVID-19. Майже у 20 % тих, хто пережив COVID-19, було діагностовано психіатричне захворювання між 14 і 90 днями після постановки діагнозу, у тому числі 5,8 % вперше поставлено психіатричні діагнози. Серед осіб без попереднього психіатричного анамнезу у хворих, госпіталізованих через COVID-19, частіше встановлювався перший психіатричний діагноз порівняно з іншими аналізованими подіями зі здоров'ям. Разом ці результати свідчать про те, що COVID-19 може посилити ймовірність появи психіатричних порушень, а люди з уже існуючими психічними захворюваннями можуть мати підвищений ризик захворювання на COVID-19.

## Симптоми психічних розладів під час COVID-19 і пов'язаних з ним локдаунів за населенням і професіями

### Особи з психічними розладами
Унаслідок браку порівняльних даних до COVID-19 і нерепрезентативну вибірку незначна кількість досліджень змогли чітко визначити зміни в психічному здоров'ї, спричинені появою COVID-19. Згідно з дослідженнями, на початку 2020 року спостерігався сплеск проблем із психічним здоров'ям. Було виявлено, що молоді люди, особи з уже наявними розладами психічного здоров'я та особи з фінансовими труднощами стикаються зі більшою ймовірністюм погіршення психічного здоров'я. Імовірно, що деякі демографічні показники були недостатньо досліджені (зокрема, культурно та лінгвістично різноманітне населення та корінні народи), а також не використовувалися як деякі дослідницькі методики (зокрема, не вистачало якісних та змішаних методів досліджень).

#### Обсесивно-компульсивний розлад
Обсесивно-компульсивний розлад, що є самостійним психіатричним захворюванням, досить поширений як у країнах, що розвиваються, так і в розвинених країнах. Незважаючи на те, що соціальне та колективне сприйняття обсесивно-компульсивного розладу як хвороби є суб'єктивним і залежить від різних культур. Таким чином, дані про вплив пандемії COVID-19 на хворих на обсесивно-компульсивним розладом є спотвореними через різні культурні впливи на поведінку та зв'язки з його віруваннями. Ті, хто живе з обсесивно-компульсивним розладом, поперпають від соціально-економічного стресу, пов'язаного з пандемією, оскільки COVID-19 висвітлювався в соціальних мережах і в цілодобовому циклі новин з моменту початку спалаху. Ці засоби масової інформації випромінюють страх, а ймовірність зараження в поєднанні із запровадженими карантинними заходами та періодами ізоляції спричинює виникнення захисних механізмів у хворих з обсесивно-компульсивним розладом. Така поведінка зумовлена "психологічним дистресом" державного контролю та соціальних обмежень.

#### Посттравматичний стресовий розлад
Емоції сильного стресу та самотності є факторами, що сприяють розвитку посттравматичного стресового розладу, а пандемія COVID-19 створила для людей умови, в яких ці явища скоріше з'являються. COVID-19 вплинув на соціальні структури в різних культурах, і для людей, які живуть з посттравматичним стресовим розладом, глобальні заходи, які регулюють суспільні відносини шляхом закриття шкіл, обмежень на кордонах, соціального дистанціювання, носіння масок і миття рук, спричинюють виникнення в населення почуття сильного страху і безпорадності. Дослідження досвіду психологічного стресу в медичних працівників у 21 країні показує, що поширеність посттравматичного стресового розладу становить 21,5 %. Найбільший інтерес до цих досліджень виявили в країнах Близького Сходу і Європи, що вказує на міжкультурний вплив COVID-19 на розвиток посттравматичного стресового розладу.

#### Тривога та депресія
Зростання проблем із психічним здоров'ям, зокрема поява депресії та тривоги, під час пандемії COVID-19 є загальним явищем в усьому світі. Хоча це справедливо для низки західних культур і суспільств, воно не охоплює всіх меншин у цих культурах. Згідно з результатами дослідження, проведеного Джурджеску та низкою інших дослідників (2022 рік), було зроблено висновок, що під час пандемії у вагітних афроамериканок зріс рівень видимої тривоги та депресії. На додаток до цього дослідники також дійшли висновку, що вагітні афроамериканки відчували більший рівень самотності, що підвищувало їхній рівень тривоги, стресу та депресії. Високий рівень тривожності та депресії в цієї меншини можна пояснити кількома соціальними факторами, з якими їм довелося стикатися протягом життя. Тривалий час соціальної нерівності та гноблення, можливо, спричинив шлях до вищого рівня смертності та захворюваності, втрати роботи та відсутності продовольчої та житлової безпеки. Незважаючи на те, що пандемія COVID-19 вплинула на рівень психічного здоров'я в більшості західних культур, на людей у цих демографічних групах, ймовірно, вплинуть історичні, соціальні та біологічні фактори.

### Діти
19 жовтня 2021 року Американська академія педіатрії, Американська академія дитячої та підліткової психіатрії та Асоціація дитячих лікарень оголосили «надзвичайний стан у національному масштабі» щодо психічного здоров'я дітей.
Одне з досліджень показало, що багато дітей, які були розлучені з опікунами під час пандемії, пережили кризовий період. Діти, які були ізольовані або знаходились на карантині під час минулих пандемій, мали більшу ймовірність розвитку гострих стресових розладів, розладів адаптації та переживання горя, причому 30 % дітей відповідали клінічним критеріям посттравматичного стресового розладу. Метааналіз 15 проведених досліджень показав, що в 79,4 % дітей і підлітків спостерігались негативні наслідки: 42,3 % були дратівливими, 41,7 % мали симптоми депресії, у 34,5 % спостерігалася підвищена тривожність, а 30,8 % мали проблеми з неуважністю. Багато молодих людей боролися з нудьгою, страхом і проблемами зі сном.
Збірка з 29 досліджень, опублікована в серпні 2021 року «Jamanetwork», показала, що поширеність симптомів депресії та тривоги подвоїлася під час COVID-19. У дослідженні також виявлено, що ці симптоми біли більш поширеними у старших підлітків, і це явище було більш поширеним серед дівчат.
У глобальному дослідженні, проведеному в жовтні 2020 року, негативні емоції, які відчували студенти, включали нудьгу (45,2 %), тривогу (39,8 %), розчарування (39,1 %), гнів (25,9 %), безнадійність (18,8 %) і сором (10,0 %). Найвищий рівень тривожності був виявлений у Південній Америці (65,7 %) та Океанії (64,4 %), за ними йшли Північна Америка (55,8 %) та Європа (48,7 %). Найменше симптоми тривожності проявлялись у студентів з Африки (38,1 %) та Азії (32,7 %). Подібний розподіл за континентами також спостерігався й для розчарування.
Закриття шкіл спричинило занепокоєння в учнів з особливими потребами, оскільки порушився розпорядок дня, а лікувальні та соціальні заходи припинилися. Частина з них, хто включив шкільний розпорядок дня в свої заходи щодо нормалізації стану здоров'я, відчули посилення депресії та труднощів у пристосуванні до нормального розпорядку дня. Закриття обмежило доступність служб психічного здоров'я, а також здатність педагогів виявляти молодь із групи ризику.

#### Посттравматичний стресовий розлад
Дослідження попередніх років та під час епідемій показали, що у дітей, які перебували в ізоляції, набагато частіше розвивався посттравматичний стресовий розлад. Посттравматичний стресовий розлад у дітей може мати довгострокові наслідки для розвитку мозку, і у постраждалих дітей частіше розвиваються психіатричні розлади.

#### Розлади аутистичного спектру
Запровадження локдауну внаслідок пандемії вплинуло на психічне здоров'я дітей з особливими потребами, створивши нові проблеми, зокрема відсутність розуміння пандемії та здатність виконувати шкільні завдання. Діти із розладами аутистичного спектру частіше відчувають неспокій внаслідок змін у навколишньому середовищі.

#### Синдром порушення активності та уваги
Підлітки та діти з синдромом порушення активності та уваги намагалися залишатися обмеженими лише в одному просторі, що створювало труднощі для опікунів у пошуку занять, які були б цікавими та значущими для них.
Вплив обмежень та ізоляції щодо COVID-19 вплинув на здатність дітей використовувати успішні механізми подолання та методи лікування синдрому порушення активності та уваги. Також зверталась увага на питання діагностики та лікування. У першу чергу клініцисти зіткнулися з проблемою диференціації ситуаційних і постійних симптомів синдрому у дітей і підлітків, у яких не було постійних факторів навколишнього середовища (тобто соціальних сфер), які дозволяли найкраще оцінити їхні симптоми. Внаслідок нестачі персоналу під час пандемії ті хворі, які хотіли пройти обстеження на предмет виявлення симптомів синдрому порушення активності та уваги, чекали на проведення обстеження у великих чергах. Ті, в кого був виявлений цей діагноз, були вимушено обмежені застосуванням виключно немедикаментозних методів лікування, такими як поведінкова та освітня терапія. Ті діти та підлітки, які вже живуть з діагнозом синдрому порушення активності та уваги, також зіткнулися зі значними труднощами. Дослідження, проведені під час пандемії, показали, що соціальна ізоляція та директиви щодо знаходження лише вдома призвели до збільшення залежності від часу перед екраном для вирішення проблем з увагою. Серед цих дітей спостерігалося збільшення участі в онлайн-іграх на 75 %. У деяких випадках ігри можуть бути нездоровим механізмом подолання хвороби для молоді з синдромом порушення активності та уваги, і вже показано, що вони погіршують лікування симптомів хвороби. Крім того, цей надмірний час перед екраном було подовжено завдяки використанню Zoom для навчання. Діти із синдромом порушення активності та уваги повинні були одночасно обробляти слухові та зорові сигнали під час цих онлайн-занять, що призводило до «розсіяного зв'язку» та надмірної розумової стимуляції.

## Жінки
Дослідження в Китаї показали, що в жінок наявна значна кількість факторів ризику порушень психіки, включаючи стрес, тривогу, депресію та посттравматичний стресовий розлад, які посилюються під час пандемії. Зокрема, матері, які найчастіше відповідають за догляд та виховання дітей, повідомили, що відчувають хвилювання, страх, депресію та тривогу внаслідок нестатків під час пандемії коронавірусної хвороби.
Багато жінок втратили роботу або звільнилися, щоб не заразити членів родини. Ставши безробітними, жінки зіткнулися зі збільшенням ролі догляду вдома. Жінки також пережили горе втрати близьких внаслідок пандемії, що вплинуло на їх психічне здоров'я. Опитування «Kaiser Family Foundation» у 2020 році показало, що 57 % жінок повідомили про проблеми з психічним здоров'ям внаслідок стресу, спричиненого пандемією. Дослідження показують, що під час пандемії жінки дуже сприйнятливі до фізичного насильства та страждають від економічної нерівності. Самотні жінки мають менше підтримки та більше необхідних занять, тому пандемія сприяла появі в них більшого стресу та меншого часу для вирішення проблем зі своїм психічним здоров'ям.

### Вагітні жінки
У випадку появи психічних розладів під час вагітності спостерігається негативний вплив як на жінок, так і на дитину, тому пандемія COVID-19 відіграє певну роль у впливі на жінок та їх дітей через посилення почуття тривоги та депресії.
COVID-19 посилює страх і занепокоєння у зв'язку з вразливістю через нечітке розуміння того, як хвороба впливає на вагітність. Дослідження 2020 року в Китаї за участю 4124 вагітних жінок показало, що після того, як вони дізналися, що COVID-19 може передаватися від людини до людини, їхні бали за Единбурзькою шкалою післяпологової депресії були набагато вищими, й у них спостерігався підвищений рівень тривоги, депресії та суїцидальних думок. Дослідження 2020 року в Канаді за участю 1987 вагітних жінок показало, що у 37 % жінок спостерігалися симптоми депресії, у 46,3 % — високий рівень тривоги, а у 67,6 % — підвищення тривоги, пов'язаної з вагітністю. У вагітних з позитивним тестом на COVID-19 спостерігалися низка ускладнень, включаючи передчасні пологи, передчасний розрив плодових оболонок, дистрес плода, мертвонародження та плацентарні інфекції.
У дослідженні, проведеному Дюранкусом, понад третина показників інвентаризації тривоги Бека (BAI) та інвентаризації депресії Бека (BDI) у вагітних жінок перевищувала норму під час пандемії.
Можливі загрози, які коронавірусна хвороба створює для життя матері та дитини, і те, як це може вплинути на належний допологовий догляд, пов'язані з вищим рівнем стресу, депресії та тривоги. Занепокоєння вагітних жінок посилювалося, коли вони думали про можливість інфікування, зміну планів пологів, відсутність їжі чи предметів першої необхідності та невизначеність того, як хвороба вплине на перебіг їх пологів.

### Латиноамериканки-іммігрантки
Дослідження 2018—2020 років показало, що латиноамериканські іммігранти заявили, що стикаються з дискримінацією та стигматизацією з боку інших національних груп, які вважали, що вони хворі на COVID-19. Таке лікування вплинуло або навіть погіршило їх психічне здоров'я. Під час пандемії латиноамериканські іммігранти виконували більшу роль у догляді за незначною підтримкою з боку інших, що вплинуло на їх погане психічне здоров'я та благополуччя. Дослідження показали вищий рівень депресії та тривоги серед латиноамериканських іммігрантів порівняно з періодом до пандемії. Латиноамериканські іммігранти вже стикалися з економічним стресом до пандемії, але COVID-19 посилив їх стрес внаслідок ізоляції, страху, відсутності підтримки, послуг і ресурсів.

### Жінки в Іспанії
Дослідження 2020 року серед жінок Барселони порівнювало їх рівень тривоги та депресії в перші дні карантину, а потім через 5 тижнів після карантину під час пандемії COVID-19. Результати дослідження показали, що рівень тривожності в них піднявся з 8,5 % до 17,6 %, а рівень депресії піднявся з 7,7 % до 22,5 %.
Результати дослідження показали кореляцію вищих ризиків тривоги та депресії в жінок з нестабільною особистістю, та в жінок, які не можуть легко контролювати негативні емоції. Пандемія посилила стрес, який вплинув на тих, хто був вразливий до стресових ситуацій.
Жінки, які мали справу з економічними проблемами та безробіттям під час пандемії, мали погане психічне здоров'я, але жінки з невротичними рисами були найбільш уразливими до проблем психічного здоров'я під час пандемії.

### Жінки в Туреччині
Опитування, проведене в Туреччині в 2020 році, показало, що молодші жінки та жінки, які навчаються в школі, показали більшу ступінь психічного вигорання. Перехід від очного навчання до онлайн-навчання негативно вплинув на психічне здоров'я жінок, які навчаються.
Під час пандемії жінкам довелося поєднувати навчання, роботу та догляд за дітьми, що призвело до виснаження та збільшення стресу. Вони також хвилювалися щодо тестування на встановлення та ймовірне поширення хвороби, оскільки вони працювали та поверталися додому під час пандемії.
Перебування вдома з обмеженнями спілкування негативно вплинуло на психічне благополуччя жінок; вони ставали виснаженими, самотніми, напруженими та стурбованими.

## Вплив на відносини між людьми
Стрес, спричинений пандемією, був названий основною причиною збільшення кількості розривів і розлучень, яке спостерігалося з середини 2020 року, оскільки зміна суспільних норм спонукала людей переглянути своє відношення до життя, стосунків та роботи. Експерти зі стосунків зазначили, що люди часто не усвідомлюють впливу стресу на стосунки та здатність пари бути хорошими партнерами одне для одного. Деякі з названих причин включали стрес, спричинений життям у тісних і спільних приміщеннях, суперечки щодо розподілу домашньої роботи, та різне ставлення до серйозності хвороби, коли дехто з партнерів вирішили не дотримуватися державних вказівок щодо карантину, масок, обмежень або щеплень. Також було зазначено вплив безробіття та/або зниження заробітної плати внаслідок пандемії, зазначивши, що це може проявлятися як тривога, гнів і розчарування, а також підвищена ймовірність насильства в сім'ї.
Опитування, проведене британською благодійною організацією з підтримки стосунків «Relate» у квітні 2020 року показало, що майже чверть опитаних вважали, що карантин чинить додатковий тиск на їхні стосунки в сім'ї. У парах, де одна сторона вирішила зробити щеплення, а інша — ні, виникала напруга через гнів, який виливався на партнера за те, що він позбавив їх шансу знову насолоджуватися життям. За словами Ронена Стілмана, психотерапевта та прес-секретаря Ради психотерапії Великої Британії, пандемія забрала «добре налагоджені процедури, які пропонували комфорт, стабільність і ритм», і залишила багатьох партнерів у всьому світі з обмеженими можливостями «шукати інші форми підтримки чи стимулювання» за межами їх стосунків, що поставило їх під серйозне напруження. Також було зазначено, що пандемія виступила каталізатором для розривів стосунків, які вже могли бути загрозливими, особливо коли попередні роздільні процедури партнерів слугували для маскування проблем у цьому відношенні. Станом на грудень 2020 року було відзначено, що кількість пар, які шукають консультації щодо стосунків, зросла під час карантину. Коли 2020 рік наближався до кінця, кількість розлучень у всьому світі помітно зросла, оскільки багато раніше задоволених пар розлучилися через накопичений стрес, спричинений пандемією. Британська юридична фірма «Stewarts» з липня по жовтень 2020 року зафіксувала зростання запитів на 122 % порівняно з тим самим періодом 2019 року. У США сайт для укладання легальних контрактів «Legal Templates» повідомив про збільшення кількості видачі угод про розлучення на 34 % у першій половині 2020 року порівняно з тим самим періодом 2019 року. Це включало й ті пари, які одружилися за попередні 5 місяців, що склало 20 % цих продажів. Помітне зростання кількості заяв про розлучення під час пандемії коронавірусної хвороби також відбулося у Швеції. Британська благодійна організація «Citizens Advice» повідомила про різке зростання кількості пошуків онлайн-порад щодо припинення стосунків. У січні 2022 року стало відомо, що найбільша сімейна юридична фірма Великої Британії повідомила про збільшення запитів на розлучення на 95 % під час пандемії (виявивши, що більшість запитів надходять від жінок). Коли щеплення почали поширювати на дітей, розбіжності в поглядах між батьками також погіршили стосунки в шлюбі.

## Студенти та учні

### Середня школа
У багатьох випадках, коли дорослі звертають увагу на стан психічного здоров'я своїх учнів, школи можуть відігравати роль сітки безпеки. У школах вчителі та дорослі можуть бути напоготові та розпізнавати фізичні/емоційні страждання, ознаки фізичного насильства та/або раптові значні чи непомітні зміни у поведінці. Якщо діти повідомляють про будь-які очевидні порушення, вчителі можуть втрутитися та надати своїм учням необхідні ресурси, щоб допомогти їм. Однак під час пандемії COVID-19, коли вчителів і викладачів не було, ця система не діяла. Коли школи закрили, вчителям довелося перейти до онлайн-навчання, де вони більше не могли бачити, як учні почуваються фізично/розумово, і не могли надати їм необхідну допомогу. Через брак ресурсів для допомоги учням це призвело до різкого зростання рівня депресії та тривоги, рівень яких збільшився більш ніж на 20 %. Оскільки в учнів порушувався психічний стан, їм стало важко виконувати шкільні завдання.
Оскільки заходи щодо боротьби з COVID-19 почали послаблюватися, а учні поверталися до очного навчання, вчителі помітили збільшення плаксивості та агресивної поведінки серед цієї категорії учнів, а також збільшення випадків насильства та булінгу. Фахівці з питань психічного здоров'я закликали школи та навчальні заклади в усьому світі запровадити низку програм сприяння оздоровленню у своїх школах, які можуть навчити учнів, як запобігти несприятливим проблемам із психічним здоров'ям, та як впоратися з реальністю та триваючими наслідками COVID-19, щоб це не заважало здобувати освіту, та їх майбутнім починанням.

### Вища освіта
Інститут політики вищої освіти Великої Британії провів дослідження, яке показало, що 63 % студентів стверджували, що їхнє психічне здоров'я погіршилося, а 38 % продемонстрували задоволення доступом до служби психічного здоров'я. Фізична шкода для здоров'я, зокрема передозування наркотиків, самогубства та зловживання психоактивними речовинами, досягла рекордного рівня. Академічний стрес, незадоволеність якістю викладання та страх заразитися були пов'язані з вищими показниками депресії.
Наявність постійних стосунків і життя з іншими були пов'язані з нижчими показниками депресії. Дослідження показали, що психологічний стрес після суворого карантину пом'якшувався рівнями гормону стресу кортизолу до пандемії та індивідуальними навичками подолання. Запровадження домашнього карантину, яке погіршувало самооцінку стресу, також покращувало когнітивні здібності, включаючи сприйняття перспективи та оперативну пам'ять. Проте більша регуляція емоцій (виміряна до пандемії) була пов'язана з нижчим гострим стресом (виміряним за допомогою шкали впливу подій) у відповідь на початкову стадію поширення хвороби в США під час карантину. Студенти, які пережили смерть близького члена сім'ї, що ставало причиною емоційного стресу, частіше вирішували залишатися вдома, та відвідувати коледжі віртуально.
Ізоляція від інших людей і відсутність контакту з психіатричними службами погіршували симптоми. Конкретний рівень впливу на студентів відображав їхнє демографічне походження: студенти з сімей з низьким рівнем доходу та кольорові студенти відчували більший вплив на психічне здоров'я та вплив на навчання. Студенти, які мали проблеми з психічним здоров'ям, також мали проблеми з навчанням. Студенти з сімей із високим рівнем доходу та студенти успішних шкільних округів частіше мали ресурси для покращення психічного здоров'я (та інші необхідні ресурси).
Ті, хто вже жив з психопатологією, були більш уразливими до відчуття підвищеного рівня стресу під час карантину. Зокрема, дослідники помітили збільшення кількості вразливостей, пов'язаних із розладами харчової поведінки. Соціальна ізоляція, яка супроводжує карантинні заходи та перебування вдома, для багатьох призвела до зменшення кількості фізичних рухів і активності, збільшення споживання їжі вдома, та збільшення часу, проведеного біля екрана. Протягом 3 місяців між січнем 2020 року та квітнем 2020 року на 10 % зросло сприйняття студентами свого тіла та опису своєї ваги як фактора ризику розвитку розладу харчової поведінки та прояву його симптомів. Після завершення карантину рівень фізичної активності студентів залишався нижчим за рівень до пандемії навіть для тих, хто навчався в коледжах, які відновили очне навчання. Дослідження показали, що, незважаючи на те, що у студентів коледжу не спостерігалося суттєвого збільшення ІМТ, частота занепокоєння студентів щодо набору ваги та подальшого збільшення ІМТ значно зросла.
Міжнародне опитування, проведене в Норвегії, США, Великій Британії та Австралії наприкінці 2020 року, показало, що студенти вищих навчальних закладів мають гірше психічне здоров'я, ніж нестуденти.

## Працівники життєво необхідних галузей
Значна частина працівників життєво необхідних галузей не переходили на віддалену роботу, незважаючи на низьку доступність засобів індивідуального захисту і невідомий ризик заразитися коронавірусом. Ці працівники в середньому отримують скромну зарплату і, найімовірніше, належали до расових/етнічних меншин.

## Працівники з низьким доходом
Під час пандемії COVID-19 менше 5 % з працюючих у США без диплома про середню освіту працювали віддалено. Лише 7 % працівників сфери послуг США, більшість з яких були низькооплачуваними працівниками, які працюють з клієнтами, могли використовувати віддалену роботу. Працівники сфери послуг найменше отримували компенсацію за відгул. Загальнонаціональні економічні наслідки пандемії призвели до закриття підприємств і рекордного рівня безробіття. Низькооплачувані працівники та працівники, які працюють неповний робочий день, найімовірніше залишалися безробітними, а кольорові особи (особливо жінки) втратили роботу непропорційно більше порівняно із загальним населенням.

## Медичні працівники
До COVID-19 медичні працівники вже стикалися з багатьма стресовими факторами, включаючи ризики для здоров'я, можливість інфікування членів сім'ї та стрес від роботи з важкохворими. Фізичне та емоційне навантаження, викликане COVID-19, вплинуло на медичних працівників, збільшивши рівень тривоги, депресії та виснаження, що вплинуло на сон, якість роботи/співчуття до пацієнтів та рівень самогубств серед медичних працівників.
Випадки тривоги та депресії серед медичних працівників, які спілкуються з пацієнтами з COVID-19, зросли на 1,57 % та 1,52 % відповідно.
Одне з досліджень показало, що медсестри з безпосереднім контактом із хворим частіше відчувають тривогу, емоційне виснаження, депресію та посттравматичний стресовий розлад.
Перехресне дослідження з використанням онлайн-опитування в Південній Каліфорнії вивчало рівень стресу до та під час пандемії. У дослідженні використовували 10-пунктову шкалу сприйнятого стресу і шкалу стійкості Коннора-Девідсона для оцінки психологічного стресу та стійкості медсестер. Результати експерименту показали, що медсестри повідомили про відчуття помірного та високого рівня стресу порівняно з періодом до пандемії.
Анкета з 5 частин, проведена серед медичних працівників у Гані для вивчення взаємозв'язку між COVID-19 і психічним здоров'ям. Опитувальник класифікував страхи учасників як «немає», «м'який», «помірний» і «екстремальний». Учасники також відповідали на запитання про депресію та оцінювали їх за шкалою стресу від депресії. Оскільки оцінювання поділялось на 3 категорії (депресія, тривога та стрес), учасники надали 3 числа, по одному для кожної категорії. Четверта частина оцінювала, чи відчувають учасники, що їм надано хороше психологічне середовище. П'ята частина оцінювала успішність подолання. Понад 40 % медичного персоналу повідомили про помірний або сильний страх. Депресія посіла перше місце з 16 %. Проте лише 30 % отримали зарплату, а застрахованими на випадок зараження були лише 40 % учасників опитування.
Лікарні в Китаї, зокрема Центр психологічних досліджень і Китайський медичний і психологічний центр досліджень клінічної медицини, помітили ознаки психологічного дистресу в медичних працівників та розробили план допомоги персоналу, який має проблеми. Вони запропонували стратегії подолання стресу, гарячу лінію та навчання. Медичні працівники заявили, що все, що їм потрібно, це безперервний відпочинок і додаткові запаси. Крім того, медичний персонал у Китаї погодився використовувати поради психологів, щоб допомогти їм мати справу з хворими, які перебувають у стресовому стані. Вони запропонували мати спеціалістів із психічного здоров'я напоготові, коли пацієнт відчуває емоційний стрес.
Спочатку медичні працівники у всьому світі відчували страх через можливе зараження. Цей страх спричинив значе погіршення психічного здоров'я серед медсестер.
Збільшення робочого навантаження пацієнтів сприяло впливу на психічне здоров'я. Кількість хворих у лікарнях зросла під час сезонних хвиль, іноді лікарні були перевантажені. Більшість медичних працівників відчували більші навантаження у зв'язку зі збільшенням потоку хворих. Обмеження на відвідування родини підвищили вимоги до персоналу.
У медпрацівників зросли прояви тривоги. Тривога прямо корелює з продуктивністю робітника. Одне з досліджень показало, що 13 % медсестер, хворих на COVID-19, і 16 % інших медичних працівників, які працюють з COVID-19, повідомили про явища сильної тривоги. Інше дослідження з опитуванням медпрацівників у березні 2020 року та повторно в травні цього ж року виявило, що психологічний стрес і тривога серед медпрацівників зросли. Інші дослідження показали, що через пандемію принаймні кожен п'ятий медичний працівник повідомляв про симптоми тривоги. Зокрема, тривогу оцінювали в 12 дослідженнях із загальною поширеністю 23,2 %.
Одне дослідження показало, що поширеність тривоги кардинально змінилося через кілька місяців після початку пандемії. Було встановлено, що рівень поширеності тривоги після COVID становив близько 32 %. Учасники з помірною або надзвичайно сильною тривогою склали 26 % вибірки. Особи, які працювали під час пандемії, повідомили про вищий рівень тривоги. В іншому дослідженні 42 % респондентів, які займаються доглядом за хворими, відчували значно більше занепокоєння, ніж надавачі послуг, які безпосередньо не доглядали за хворими.
У медичних працівників спостерігалося посилення депресії та виснаження. В одному дослідженні понад 28 % вибірки повідомили про високий рівень емоційного виснаження. Понад 50 % вибірки повідомили про низький рівень деперсоналізації, за винятком медсестер і лікарів, які працюють із хворими на COVID-19, 37 % з яких повідомили про деперсоналізацію. Інше дослідження показало, що рівень поширеності депресії досягав 22 % і що надзвичайно важка депресія мала місце у 13 % випадків.
У перехресному опитуванні високий відсоток опитаних медсестер повідомили про високий рівень стресу та/або симптоми посттравматичного стресового розладу. Було визначено вісім основних тез:
- робота в ізольованому середовищі
- Дефіцит ЗІЗ і дискомфорт від їх тривалого використання
- проблеми зі сном
- інтенсивність навантаження
- культурні та мовні бар'єри
- відсутність підтримки сім'ї
- страх заразитися
- недостатній досвід роботи з COVID-19.[105]

Багато з цих проблем пов'язані з пандемією. Нестача кадрів у системі охорони здоров'я не тільки впливає на здоров'я пацієнтів, але може негативно вплинути на медичних працівників. Дослідження показало, що понад 70 % лікарів і медсестер відчували помірний або сильний стрес. Дослідження показало, що пряме спілкування з пацієнтами з COVID-19 значно збільшує стрес. Без втручання медперсонал і пацієнти мали б труднощі.

## Американці азійського походження
Злочини на ґрунті ненависті, спрямовані проти азіатів, зросли майже на 150 % у великих містах США з 2019 по 2020 рік. У міру розвитку пандемії близько 40 % азіатів і темношкірих американців повідомили, що люди відчувають себе некомфортно поруч з ними. Переслідування осіб азійського походження мало різні форми; як словесні, так і фізичні напади і навіть акти вандалізму. Дехто засвідчував зростання кількості нападів після негативних виразів, які використовував президент Дональд Трамп, наприклад, коли він назвав вірус COVID-19 «грипом кунг».
Американці азійського походження непропорційно займають більше посад працівників життєво необхідних галузей із високим ризиком, і в багатьох регіонах, які сильно постраждали від COVID-19, є велика кількість підприємств, що належать особам азійського походження. Пропозиції щодо допомоги в підтримці американців азійського походження за час пандемії включають забезпечення участі їх у бізнесі, запобігання використанню антиазійської риторики та заохочення діалогу, який пояснює визнання ставлення до американців азійського походження, та підтримки їх протягом цього часу.

## Афроамериканці
В афроамериканців частіше діагностовалося COVID-19, померло афроамерикаців також непропорційно більше. Ткому факту сприяли багато факторів. Афроамериканці непропорційно представлені серед працівників сфери послуг. Ці працівники життєво необхідних галузей мають вищий ризик зараження COVID-19 через неможливість знаходитися вдома.
Факторами, що сприяють цій невідповідності, є обмежена доступність загальнодоступного тестування, зростання безробіття серед низькооплачуваних робітників, відсутність медичної допомоги, медичний расизм/упередження, та більша кількість попередніх захворювань. Через ці відмінності очікується, що розрив у тривалості життя чорношкірих і білих збільшиться на 40 %, з 3,6 років до понад 5 років.

## Самогубства
Пандемія спричинила занепокоєння щодо збільшення кількості самогубств, спричинених соціальною ізоляцією внаслідок карантину і соціального дистанціювання, страхом, безробіттям і фінансовими факторами. Дослідження 2020 року показало, що рівень самогубств був таким самим або нижчим, ніж до початку пандемії, особливо в країнах з високим рівнем доходу, як це часто трапляється під час криз.
Зросла кількість дзвінків на кризові гарячі лінії, а деякі країни відкрили нові гарячі лінії. Зокрема, в Ірландії запустили нову гарячу лінію, орієнтовану на старше покоління, яка отримала близько 16 тисяч дзвінків протягом першого місяця після відкриття в березні 2020 року. Лінія допомоги дітям в австралійському штаті Вікторія повідомила про збільшення на 184 % дзвінків від суїцидальних підлітків з початку грудня 2020 року та кінець травня 2021 року.
Опитування понад 700 тисяч осіб у Великій Британії, проведене в березні 2020 року, показало, що у 1 з 10 осіб були суїцидальні думки внаслідок карантину. Такі благодійні організації, як «Проект Мартіна Галлієра» станом на листопада 2020 року втрутилися в 1024 самогубства під час пандемії.
Кількість самогубств залишалася незмінною або зменшилася, хоча дані про них часто з'являлися із запізненням. Відповідно до дослідження, проведеного в 21 країні з високим і вище середнього доходів у квітні-липні 2020 року, кількість самогубств залишалася незмінною. Ці результати були пов'язані з такими факторами, як склад підтримки психічного здоров'я, фінансова допомога, підтримка сім'ї/громади, використання технологій для зв'язку та час, проведений з членами сім'ї. Незважаючи на це, ізоляція, страх, стигматизація, зловживання та економічні наслідки під час пандемії зросли. Згідно з даними кількох країн, рівень депресії, тривоги та суїцидальних думок підвищився під час карантину, але, наймовірніше, кількість самогубств не збільшилася.
Згідно з опитуваннями Центрів з контролю та профілактики захворювань, проведеними в червні 2020 року, 10,7 % дорослих віком від 18 років сказали, що вони серйозно думали про самогубство протягом останніх 30 днів. Опитані переважно були віком від 18 до 24 років, і були класифіковані як представники расових/етнічних меншин, неоплачувані опікуни та працівники життєво необхідних галузей.
Було проведено кілька досліджень для вивчення самогубств у країнах з низьким і нижчим середнім доходом. За даними ВООЗ, у 2016 році на країни з низьким і середнім рівнем доходу припадало 79 % самогубств у світі". Ці дані опубліковані з обмеженням системи реєстрації та відсутність даних про самогубства в реальному часі. М'янма та Туніс із середнім рівнем доходу досліджувалися разом із Малаві з низьким рівнем доходу. У дослідженні повідомлялося, що у Малаві спостерігалося зростання кількості самогубств на 57 % у січні–серпні 2020 року порівняно з січнем–серпнем 2019 року, а в Тунісі спостерігалося зростання кількості самогубств на 5 % у березні–травні 2020 року порівняно з березнем–травнем 2019 року. Натомість у М'янмі спостерігалося зниження кількості самогубств на 2 % у січні–червні 2020 року порівняно з січнем–червнем 2019 року.

### Фактори
Економічні проблеми пов'язані з вищим рівнем самогубств. Під час пандемії зупинились багато підприємств, що призвело до скорочення зайнятості та спровокувало значне падіння фондового ринку.
Стигматизація є однією з основних причин самогубства. Працівники. що безпосередньо борються з пандемією, люди похилого віку, бездомні, мігранти та робітники, що працюють на поденній зарплаті, були більш уразливими до самогубств. Стигматизація призвела до повідомлень про самогубство серед інфікованих осіб у Бангладеш та Індії.

### Китай
Дослідження показали, що спалах коронавірусної хвороби значно вплинув на психічне здоров'я, збільшивши тривогу за здоров'я, гострі реакції на стрес, розлади адаптації, депресію, панічні атаки та безсоння. При тяжких психічних розладах, обсесивно-компульсивному розладі та тривожних розладах спостерігаються рецидиви та збільшення кількості госпіталізацій. Все це збільшує ризик самогубства. Національні опитування в Китаї (та Італії) виявили високу поширеність депресії та тривоги, які підвищують ризик самогубства.
Один з районів Шанхая повідомив про 14 випадків самогубств серед учнів початкових і середніх шкіл станом на червень 2020 року, що перевищує середньорічний показник. Засоби масової інформації країни повідомляли про інші самогубства молодих людей, хоча в китайському суспільстві зазвичай уникають таких тем, як самогубство.

### Фіджі
У вересні 2021 року організації з проблем психічного здоров'я та радник уряду закликали уряд зайнятися запобіганням самогубств, хоча кількість самогубств у 2020 році була нижчою, ніж у 2019 році, оскільки вони попереджали, що Фіджі починає страждати від «епідемії психічних порушень».

### Індія
Повідомляється, що заборона алкоголю під час пандемії призвела до збільшення кількості самогубств в Індії.

### Японія
Одне з досліджень у Японії показало, що на людей впливають розлади, пов'язані з тривогою та психічною травмою, а також несприятлива динаміка оточуючого світу, пов'язана з роботою та дефіцитом засобів індивідуального захисту. Загалом рівень самогубств у Японії знизився на 20 % на початку пандемії, що частково компенсувалося зростанням у серпні 2020 року. Багато організацій надавали консультаційні лінії довіри по телефону або текстовим повідомленням.
20 вересня 2020 року видання «Санкей Сімбун» повідомило, що через економічні наслідки пандемії в липні та серпні зареєстровано більше самогубств, ніж у попередньому році. Оцінки смертності від самогубств включають збільшення на 7,7 % або 15,1 % у серпні 2020 року порівняно з серпнем 2019 року. «Санкей Сімбун» також повідомила, що показники зросли більше серед жінок, причому в серпні кількість самогубств зросла на 40,1 % порівняно з серпнем 2019 року.

### США
Станом на листопад 2020 року рівень смертності від самогубств у США не змінився. В окрузі Кларк у штаті Невада 18 старшокласників покінчили життя самогубством протягом 9 місяців закриття школи. У березні 2020 року кількість дзвінків на федеральну гарячу лінію з кризових ситуацій «Disaster Distress Helpline» збільшилася на 338 % порівняно з лютим і на 891 % порівняно з березнем 2019 року. Рівень самогубств серед афроамериканців зріс.

## Розлади психічного здоров'я під час COVID-19 і пов'язаних з ним локдаунів за регіонами

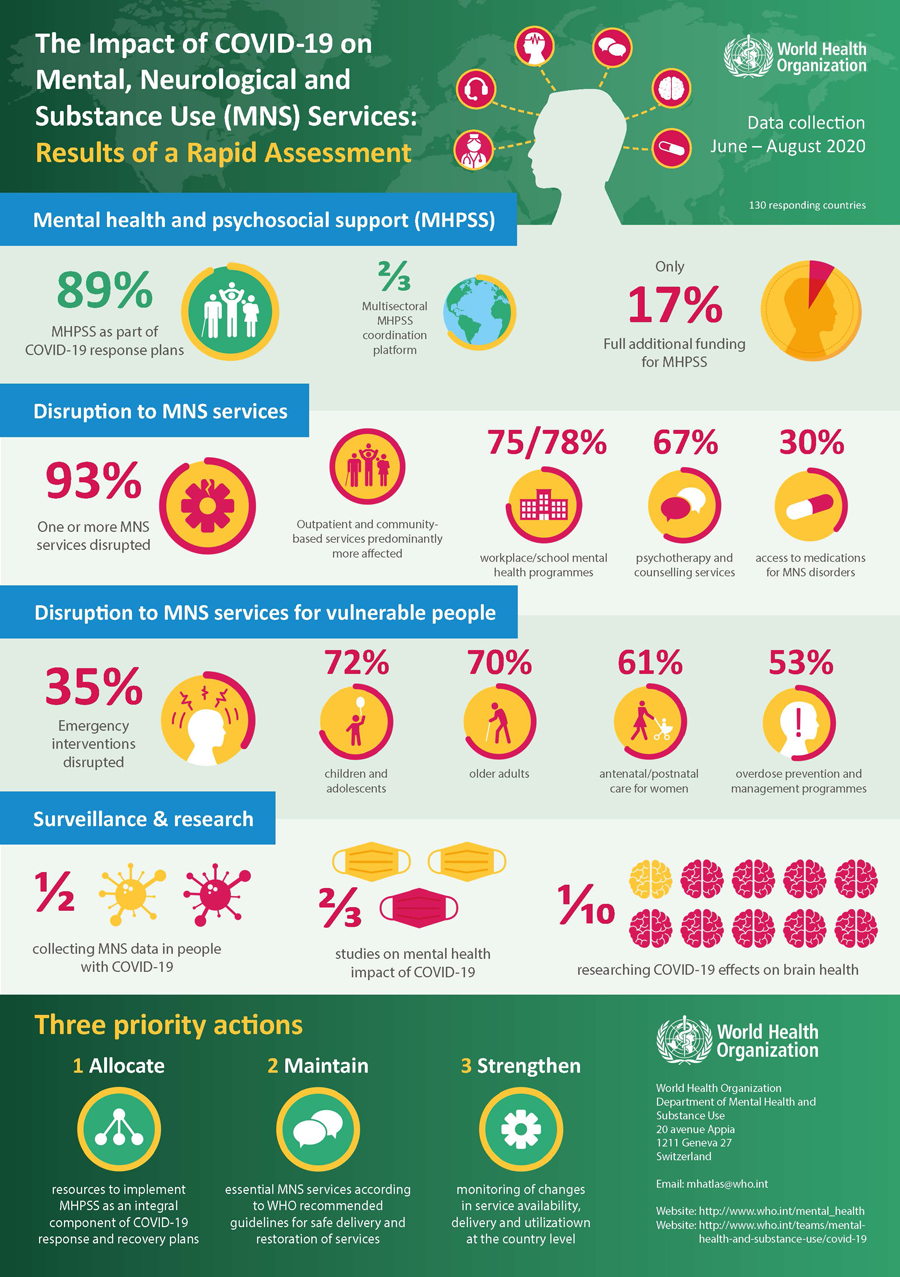
Інфографіка Всесвітньої організації охорони здоров'я, яка показує статистичні дані про вплив COVID-19 на психічне здоров'я

Карантини внаслідок COVID-19 вперше були запроваджені в Китаї, а пізніше в усьому світі урядами країн та керівництвом регіонів. Більшість закладів, шкіл і громадських місць було закрито. Під час локдаунів закрили більшість психіатричних центрів. У хворих, які вже мали розлади психічного здоров'я, могли погіршитися симптоми хвороби.

### ПАР
26 березня 2020 року у ПАР запроваджено суворий карантин, який тривав до 1 червня. З 860 респондентів онлайн-анкети в травні 2020 року 46 % відповідали діагностичним критеріям тривожного розладу, а 47 % відповідали діагностичним критеріям депресивного розладу. Учасники опитування, які відповідали цим критеріям, повідомили про значні наслідки в повсякденному житті, але менше 20 % звернулися до офіційних лікарів. Страх через карантин і страх інфікування були пов'язані з тривогою та депресивними симптомами. Попередні захворювання психіки, молодший вік, жіноча стать і проживання не в сільській місцевості були пов'язані з більшою тривожністю та депресивними симптомами.

### Японія
У липні 2020 року Японія перебувала в «м'якому локдауні», який не застосовувався, і порушення якого не призводило до покарання. У дослідженні за участі 11333 осіб по всій Японії учасників попросили оцінити вплив місячного карантину, відповідаючи на запитання, пов'язані зі способом життя, управлінням стресом і факторами стресу. За його результатами зроблено припущення, що індекси психологічного стресу значною мірою корелюють з пунктами, пов'язаними з COVID-19.

### Італія
Італія була першою країною, яка запровадила загальнонаціональний карантин. Згідно з опитуванням, 21 % учасників повідомили про помірну або надзвичайно сильну депресію, тоді як 19 % повідомили про помірну або надзвичайно високу тривожність. Більше того, близько 41 % повідомили про поганий сон перед карантином, цей показник збільшився до 52 % під час карантину. Перехресне дослідження 1826 дорослих італійців підтвердило вплив карантину на якість сну, який був особливо поширений серед жінок, менш освічених людей і тих, хто мав фінансові проблеми.

### Іспанія
Спалах коронавірусної хвороби в Іспанії почався наприкінці лютого 2020 року. 14 березня 2020 року уряд Іспанії оголосив надзвичайний стан, щоб обмежити поширення вірусу. Проте станом на 9 квітня Іспанія повідомила про друге місце за рівнем підтверджених випадків і смертей. 36 % учасників опитування в країні повідомили про помірний або важкий психологічний вплив, 25 % вказали на легкий або серйозний рівень тривоги, 41 % повідомили про симптоми депресії, а 41 % відчували стрес. Тривале дослідження зібрало дані до пандемії та під час локдауну. У його результатах повідомляється про прямі та непрямі впливи рівня допандемічного кортизолу на зміни самооцінки самоефективності під час локдауну. Непрямі ефекти були опосередковані збільшенням обсягу робочої пам'яті та когнітивної емпатії.

### В'єтнам
Станом на січень 2021 року В'єтнам в основному повернувся до повсякденного життя. Уряд застосував ефективну комунікацію, ранню розробку наборів для тестування, відстеження контактів і стримування на основі епідеміологічного ризику, а не симптомів. Звертаючись до універсальних в'єтнамських цінностей, таких як tam giao («Три вчення»), в'єтнамський уряд заохочував культуру, яка цінує громадське здоров'я. Проте хворі у В'єтнамі, які перебували на карантині, повідомили про психологічне напруження, пов'язане зі стигматизацією хвороби, фінансовими обмеженнями та почуттям провини внаслідок зараження вірусом. Медичні працівники, які безпосередньо брали участь у боротьбі з епідемією в лікарні Бах Май у Ханої, які перебували на карантині понад 3 тижні, повідомили про порівняно гіршу самооцінку та загальне ставлення порівняно з короткостроковими ізольованими.

### Велика Британія
Дослідження 2022 року оцінювало рівень психічного благополуччя та потенціал для клінічної необхідності у вибірці студентів британських університетів віком 18–25 років під час пандемії COVID-19. Дослідження показало, що «вищий рівень суворості карантину потенційно пов'язаний із більш високим рівнем симптомів депресії. Майже всі студенти мали принаймні одну проблему психічного благополуччя в будь-який момент часу». Результати показують, що карантин спричинив «кризу психічного здоров'я молодих людей».

## Догляд за психічним здоров'ям
Вчені припустили, що коли пандемія стабілізується або закінчиться, керівники повинні дати час особам, які безпосередньо займались боротьбою з поширенням хвороби, працівникам життєво необхідних галузей і населенню в цілому, щоб подумати та розробити змістовні заходи, а не зосереджуватися на травмі. Національний інститут здоров'я і досконалості допомоги Великої Британії рекомендував активний моніторинг персоналу на предмет таких проблем, як посттравматичний стресовий розлад, моральні травми та інші пов'язані психічні захворювання. Надання послуг з лікування порушень психічного здоров'я за допомогою телемедицини стало поширеним явищем. В останньому тижні березня 2020 року, коли пандемія призвела до багатьох змін у політиці звернення за медичною допомогою, кількість відвідувань телемедицини зросла на 154 %. Переваги телемедицини включають доступність, підвищену безпеку завдяки меншій кількості особистих контактів, і зменшення використання дефіцитних засобів індивідуального захисту. Роль телемедицини у зниженні рівня смертності та запобіганні підвищеній присутності в зонах високого ризику, таких як лікарні, загалом була значною.
Нещодавнє дослідження COVID-19 і «Open Notes» наводить багатообіцяючі докази користі для хворих, коли вони читають свої клінічні нотатки онлайн від психіатричної служби. Коли хворі читають свої клінічні записи про психічне здоров'я, вони повідомляють про краще розуміння свого психічного здоров'я, відчувають контроль над своїм лікуванням, і підвищують довіру до свого лікаря. Також повідомляється, що хворі отримують відчуття більшої вивченості, залученості, краще запам'ятовують свій план лікування, та отримують кращу обізнаність про потенційні побічні ефекти призначених їм ліків.

## Довгострокові наслідки
Згідно з керівними принципами Міжвідомчого постійного комітету ООН з гуманітарної допомоги щодо психічного здоров'я та психосоціальної підтримки, пандемія спричинила довгострокові наслідки. Погіршення соціальних контактів і економіки, стигматизація постраждалих, гнів і агресія, а також недовіра до офіційної інформації є довгостроковими наслідками.
Хоча деякі наслідки відображають реальні небезпеки, інші наслідки виникають через брак знань. Багато членів спільноти виявляють альтруїзм, і співпрацюють з іншими під час кризи, а частина відчувають задоволення від допомоги іншим. У частини людей може бути позитивний досвід, наприклад гордість за те, що вони справляються з проблемами. В одному з досліджень спостерігали, як люди справляються з проблемами та знаходять сенс у 30 країнах. Дослідження показало, що люди, які змогли переосмислити свій досвід у позитивний спосіб, мали нижчий рівень депресії, тривоги та стресу. Стать, соціально-економічні чинники, фізичне здоров'я та країна походження не були пов'язані з показниками результатів. Інше дослідження за участю майже 10 тисяч учасників із 78 країн показало подібні результати, причому 40 % повідомили про благополуччя. Інше дослідження показало, що позитивне переосмислення факторів стресу дозволило людям розглядати негаразди як можливість зростання, а не як кризу, якої слід уникати.
Після одужання від COVID-19 багато хто продовжував відчувати довгострокові наслідки хвороби. Серед цих ефектів може бути втрата або ослаблення відчуття смаку та запаху, що є результатом ураження вірусом клітин носа. Хоча цей симптом не є смертельним, відсутність цих відчуттів протягом тривалого часу може спричинити відсутність апетиту, тривогу та депресію. Ті, хто потрапив до відділення інтенсивної терапії під час лікування COVID-19, відчувають наслідки для психічного здоров'я в результаті перебування в реанімаційному відділенні, включаючи появу посттравматичного стресового розладу, тривоги та депресії.